# 도기 녹유 탁잔
도기 녹유 탁잔(陶器 綠釉 托盞, 영어: Green-glazed Earthenware Cup with Stand)은 서울특별시 용산구 용산동6가, 국립중앙박물관에 있는 황녹색 유약을 발라 만든, 도기 잔과 그 받침이다. 출토지는 알 수 없으며, 대한민국의 보물 제453호로 지정되어 있다.

## 현지 안내문
도기 녹유 탁잔(陶器 綠釉 托盞)은 황녹색 유약을 입혀서 만든 잔으로 잔을 받치기 위한 접시모양의 받침과 뚜껑을 모두 갖추고 있다.
곡선이 매우 완만한 접시모양 잔 받침의 안쪽 중앙에는 잔을 고정시키기 위한 원통형 잔받이가 높게 솟아 있으며, 잔 바닥에는 길다란 다리가 붙어 있어 접시의 잔받이에 들어가 얹히도록 하였다. 잔 뚜껑 꼭대기에는 보주(寶珠) 모양의 꼭지가 달려있다. 잔이 반구형 모양인데 비해 뚜껑은 경사면에서 지붕처럼 가라앉은 곡선을 이루고 있다. 이와같은 뚜껑의 곡선은 무녕왕릉에서 출토된 은제탁잔에서도 보이고 있는 것으로 보아 삼국시대 탁잔 뚜껑에서부터 나타나는 장식적 요소의 한 특징이라 하겠다.
황녹색의 유약이 비교적 두껍게 발라져 고른 유약 처리를 하였으나, 연질이어서 많은 부분이 벗겨져 암회색의 바탕흙이 노출되었다. 접시와 잔의 몸통 부분과 뚜껑에는 평행선 줄무늬가 새겨져 있다.
출토지와 제작장소는 알 수 없으나 삼국시대의 탁잔 양식, 특히 무령왕릉에서 출토된 은제탁잔과 매우 비슷한 모습을 보여주고 있을 뿐만 아니라 통일신라기의 청동기에도 보이고 있어, 통일신라 초기에 만들어진 것으로 추정된다.

## 형태
고화도 소성의 회백색 바탕흙에 녹유를 입힌, 침잔으로 잔과 잔받침이 있다. 잔은 반구형에 작고 짧은 굽이 특징이며, 뚜껑에는 작은 보주형 꼭지가 달려 있다. 받침에도 짧은 굽이 있는데, 받침 내면에 잔을 꽂을 수 있도록 장치하였으며 음각선이 새겨져 있다.

## 참고 문헌
- 이 문서에는 다음커뮤니케이션(현 카카오)에서 GFDL 또는 CC-SA 라이선스로 배포한 글로벌 세계대백과사전의 내용을 기초로 작성된 글이 포함되어 있습니다.